# شوایتزر اس-۳۳۳

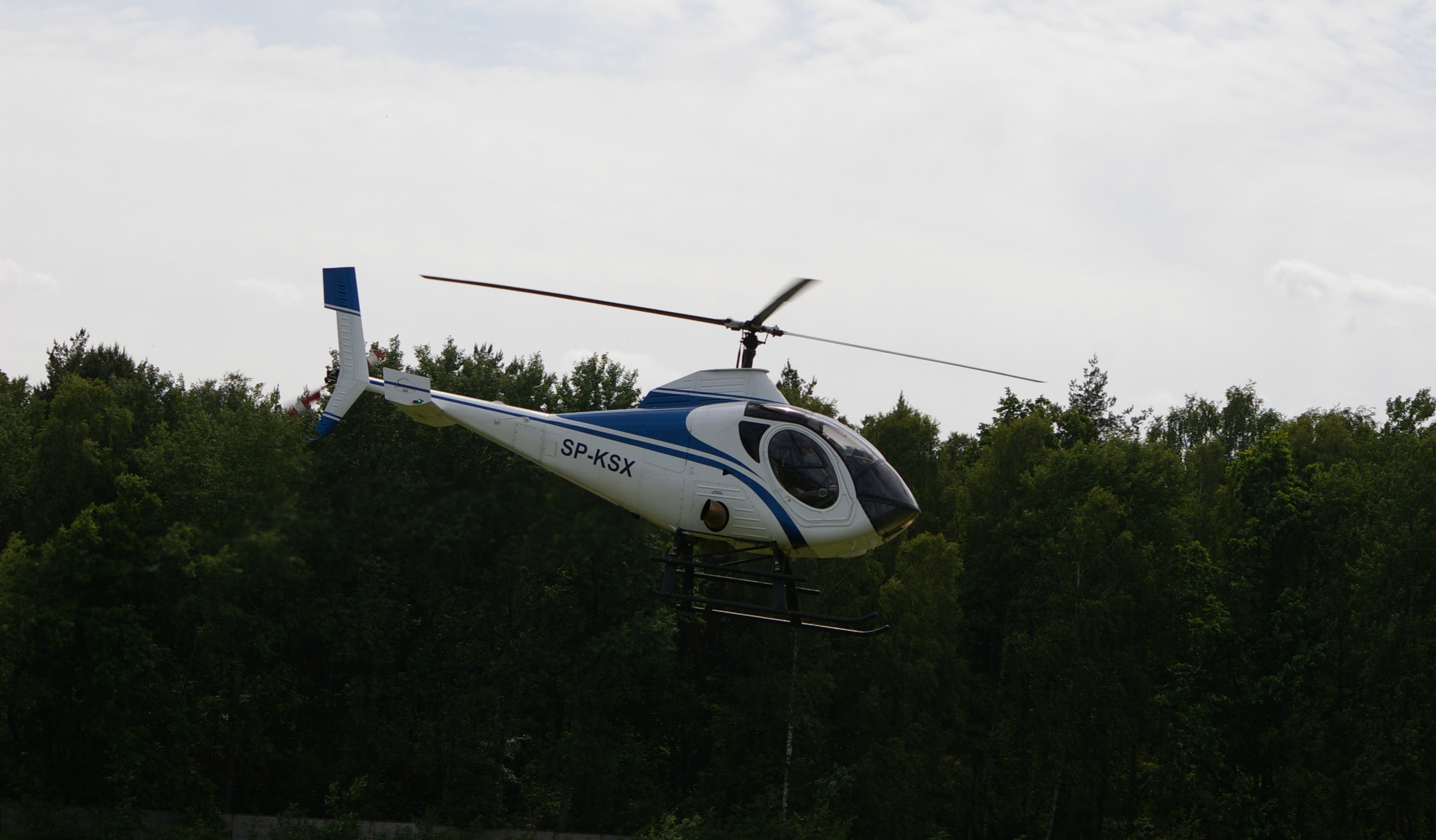
شوایتزر-333 SP

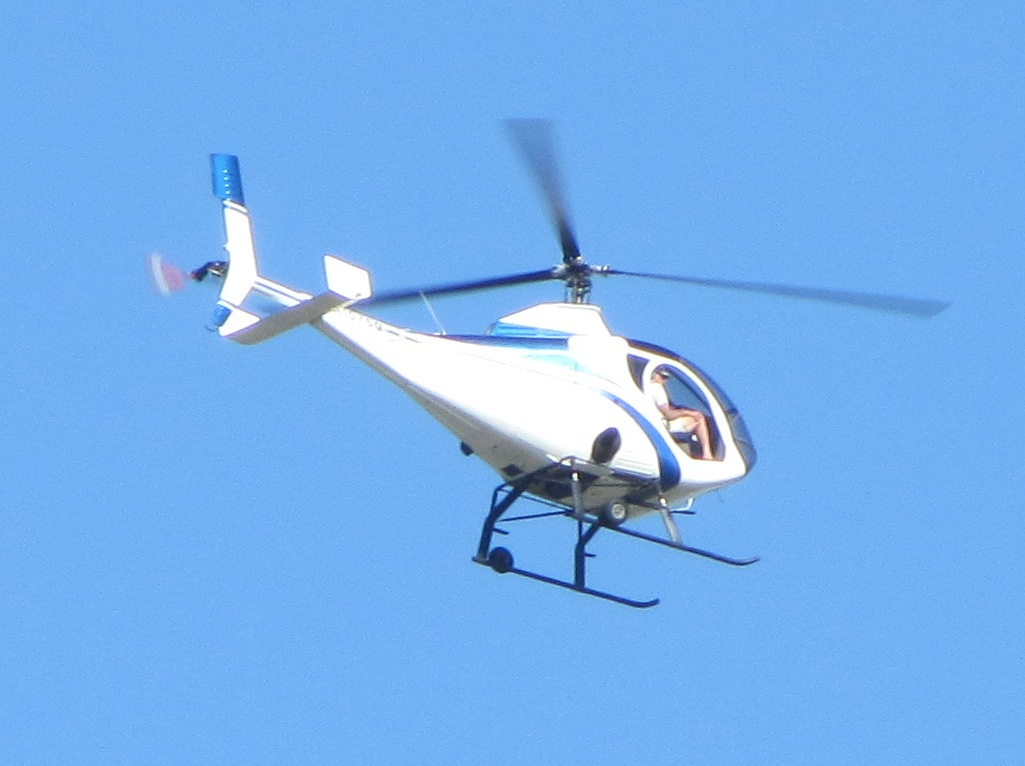
۳۳۳

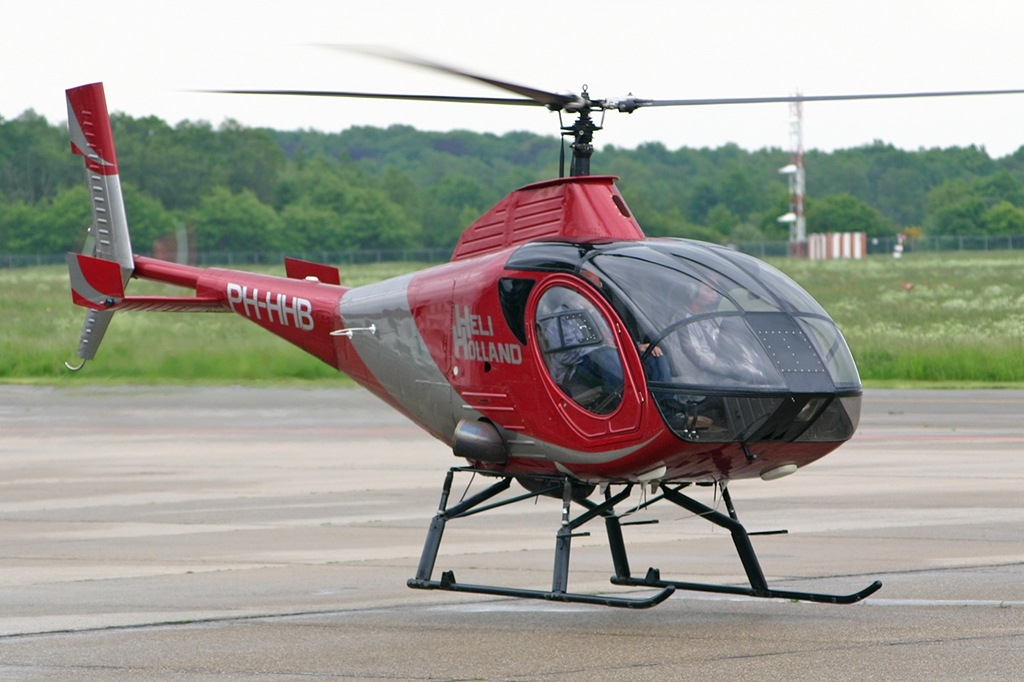
شوایتزر-269 D

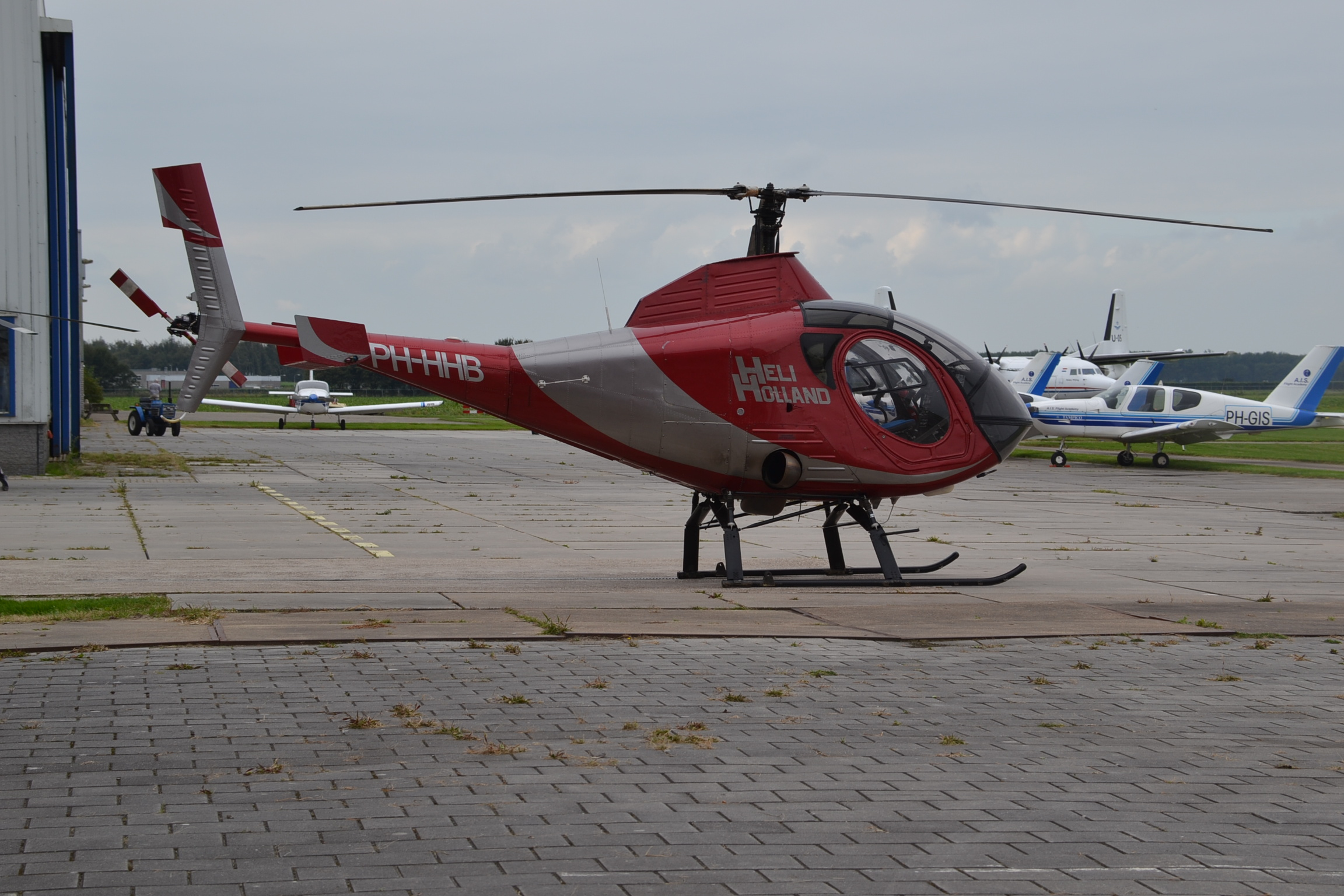

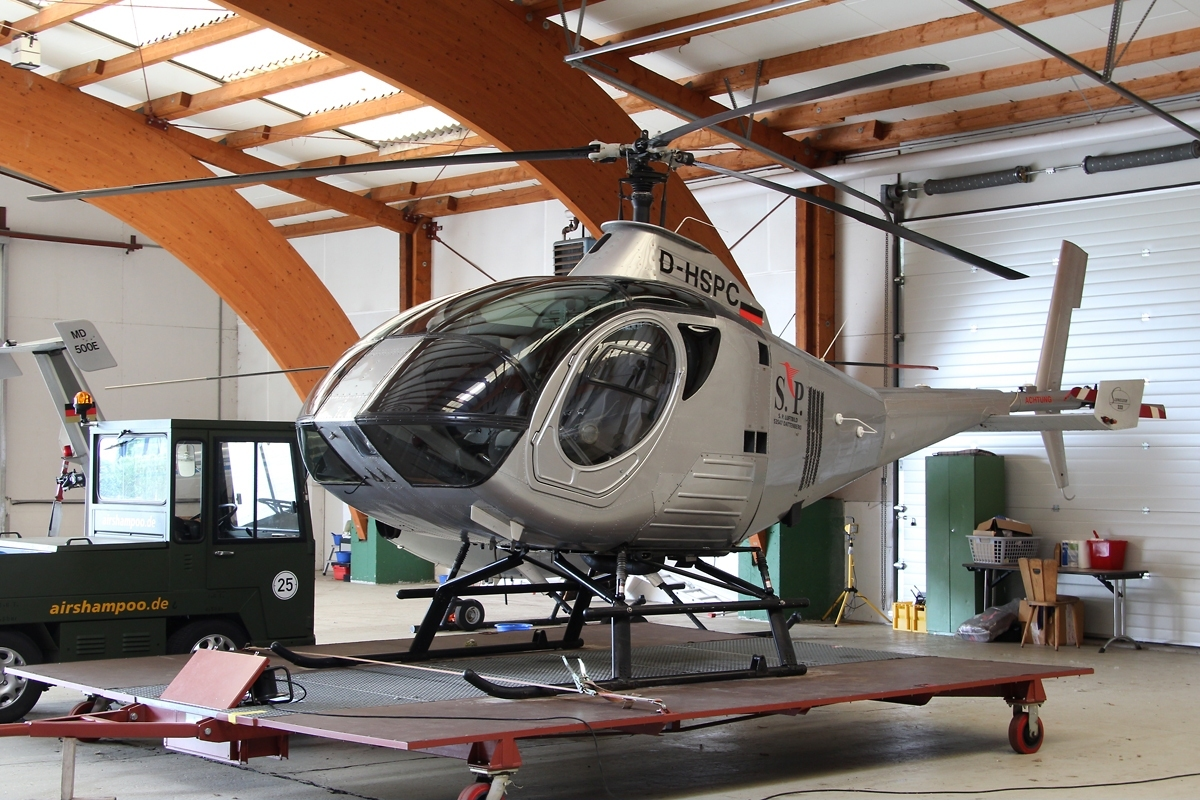
269 D

شوایتزر اس-۳۳۳ (به انگلیسی: Schweizer S330) (در گذشته اس-۳۳۰) یک بالگرد با موتور توربوشفت است که برپایهٔ شوایتزر اس-۳۰۰ توسعه یافت. پس از خریداری شوایتزر توسط سیکورسکی، نام این محصول به سیکورسکی اس-۳۳۳ تغییر یافت و در سال ۲۰۱۲ کلیه خطوط تولید آن برچیده شدند. خط تولید کلیه محصولات شوارتزر تا سال ۲۰۱۸ متوقف بود. درنهایت سیکورسکی سهام شرکت و خطوط تولید آنها را در سال ۲۰۱۸ به شرکتی نوپا به نام «شوارتزر آر-اس-جی» فروخت و محصولات این شرکت ازجمله شوارتزر ۳۳۳ دوباره در خط تولید قرار گرفتند.

## توسعه

### شوایتزر ۳۳۰
در سال ۱۹۸۷ میلادی شرکت شوایتزر خبر از تولید محصولی جدید با نام اس-۳۳۰ داد که از قطعات دینامیک، ملخ و روتور و سامانه‌های کنترلی اس-۳۰۰ بهره ببرد؛ ولی تنها بدنهٔ آن تغییر خواهد کرد. نخستین بالگرد اس-۳۳۰ به این صورت ساخته شد که مهندسین، یک فروند اس-۳۰۰ آماده را گرفتند و با انجام تغییرات در بدنه آن را اس-۳۳۰ نام نهادند ولی یک دستگاه موتور الیسن مدل ۲۵۰ C10A را بر روی آن نصب کردند که این محصول در سال ۱۹۸۸ برای نخستین بار پرواز کرد؛ ولی شرکت امنیت پرواز فدرال آمریکا (FAA) از آن ایرادهایی گرفت که با برطرف شدن مشکلات از سوی شرکت شوایتزر، بالگرد اس-۳۳۰ در سپتامبر ۱۹۹۲ مجوز فروش را دریافت کرد. مدل بهینه‌ای نیز با نام اس-۳۳۰ اس‌پی ساخته شد که مجهز به موتور قوی‌تر به نام آلیسون 250-C20W بود که توان پروازی در دمای بالا و فشار زیاد را برای این بالگرد فراهم می‌کرد.

### شوایتزر ۳۳۳
پس از معرفی شوایتزر اس-۳۳۰ اس‌پی در سال ۱۹۹۷، شرکت شوایتزر بهینه‌سازی‌هایی بر روی این محصول انجام داد و پس از رفع اشکالات جزئی، دو سال بعد در سال ۱۹۹۹ بالگرد را با نام جدید شوایتزر اس-۳۳۳ به بازار معرفی کرد. روتور و ملخ جدید و ورودی هوای جدید و افزاش وزن برخاست، سرعت و توان بهتر برای هاور کردن به بالگرد داد و کارایی آن نسبت به اس-۳۳۰ اس‌پی، به میزان ۳۰ درصد افزایش یافت.

در سال ۲۰۰۸ نسخه بهینه‌ای با نام سیکورسکی اس-۴۳۴ معرفی شد.

## کاربران
جمهوری دومینیکن (نیروی هوایی)
 عربستان سعودی (ارتش)

## مشخصات
منبع اطلاعات International Directory of Civil Aircraft and Technical specifications
مشخصات عمومی
- خدمه: یک یا دو خلبان
- گنجایش:  یک یا سه سرنشین
- :ظرفیت بارگیری  1250 lb (567 kg)
- طول: (overall) 31 ft 2 in (9.5 m)
- قطر پروانه بالگرد: 27 ft 6 in (8.38 m)
- ارتفاع: 11 ft 0 in (3.35 m)
- وزن خالی: 1210 lb (549 kg)
- وزن بارگیری: 2460 lb (1116 kg)
- بیشینه وزن برخاست: 2550 lb (1156 kg)
- پیشرانه هواگرد: ۱× Rolls-Royce 250-C20W turboshaft, 235 shp (175 kW); full rating: 420 shp (315 kW)  هرکدام

 عملکرد 
- سرعت پیمایش: 105 kn (194 km/h)
- برد: 319 nmi (590 km)
- نرخ اوج‌گیری: 1380 ft/min (7.01 m/s)